# باول أركاند
باول أركاند هو صحفي ومنتج أفلام ومقدم تلفزيوني كندي، ولد في 12 مايو 1960 في سان هياسنت في كندا.